# 朱聲亨
朱声亨（?—?），湖南湘潭县人，清朝官员。
乾隆五十八年（1893年）癸丑科三甲进士，曾任陕西靖边县知县，升安西直隶州知州，卒于任内。为官清廉勤慎。